# Operation Resolute Support
Operation Resolute Support (frit oversat: Operation resolut støtte), også kaldet Resolute Support, er en militær operation fra epoken siden den 1. januar 2015, af krigen i Afghanistan. Operationen er ledet af NATO.

## Lovmæssig fundament
Den 12. december 2014 støttede FN's sikkerhedsråd en ny international mission i Afghanistan, gennem resolution 2189.

## Bidrag af mandskab
Følgende lande har udlånt soldater til operationen, pr. december 2016:
| Land           | Antal soldater |
| -------------- | -------------- |
| USA            | 6.941          |
| Italien        | 1.037          |
| Tyskland       | 980            |
| Georgien       | 870            |
| Rumænien       | 588            |
| Tyrkiet        | 532            |
| Storbritannien | 450            |
| Australien     | 270            |
| Tjekkiet       | 214            |
| Polen          | 182            |
| Armenien       | 121            |
| Mongoliet      | 120            |
| Holland        | 100            |

| Land                | Antal soldater |
| ------------------- | -------------- |
| Danmark             | 97             |
| Kroatien            | 96             |
| Aserbajdsjan        | 94             |
| Ungarn              | 90             |
| Bulgarien           | 86             |
| Belgien             | 62             |
| Bosnien-Hercegovina | 55             |
| Albanien            | 43             |
| Norge               | 42             |
| Slovakiet           | 40             |
| Nordmakedonien      | 39             |
| Finland             | 29             |
| Sverige             | 25             |

| Land        | Antal soldater |
| ----------- | -------------- |
| Letland     | 22             |
| Litauen     | 21             |
| Montenegro  | 18             |
| Østrig      | 12             |
| New Zealand | 10             |
| Portugal    | 10             |
| Ukraine     | 10             |
| Spanien     | 8              |
| Slovenien   | 7              |
| Estland     | 4              |
| Grækenland  | 4              |
| Island      | 2              |
| Luxembourg  | 1              |
| Total       | 13.332         |

USA har ca. 8.500 soldater i Afghanistan, pr. januar 2017.

### Lån af danske soldater og politifolk
Fra januar 2015 [og pr. maj 2016], "har 161 danske soldater og politifolk deltaget i den internationale operation, som skal træne, rådgive og støtte de afghanske sikkerhedsstyrker."